# L'Apothéose de Victor Hugo
Pour les articles homonymes, voir Victor Hugo (homonymie).
Monument à Victor Hugo ou L’Apothéose de Victor Hugo est une sculpture allégorique et un mémorial en marbre de style art académique néo-classique de l'écrivain Victor Hugo, du sculpteur Just Becquet, inauguré en 1902 pour le centenaire de sa naissance en 1802 à Besançon, dans le Doubs en Bourgogne-Franche-Comté. 

## Historique
Cette statue allégorique du sculpteur Just Becquet (1829-1907, natif de Besançon, élève de François Rude, et également sculpteur pour la même ville, entre autres, des Statue de la déesse Flore (1883) et Allégorie de la ville de Besançon (1884) représente l'écrivain Victor Hugo (1802-1885) dans un style art académique néo-classique (de la période de sa naissance) sur un piédestal en marbre, vêtu d'une toge de la Rome antique de l'Empire romain, à l'image des quelques grands hommes de l'histoire (qui reposent entre autres comme lui au Panthéon de Paris).

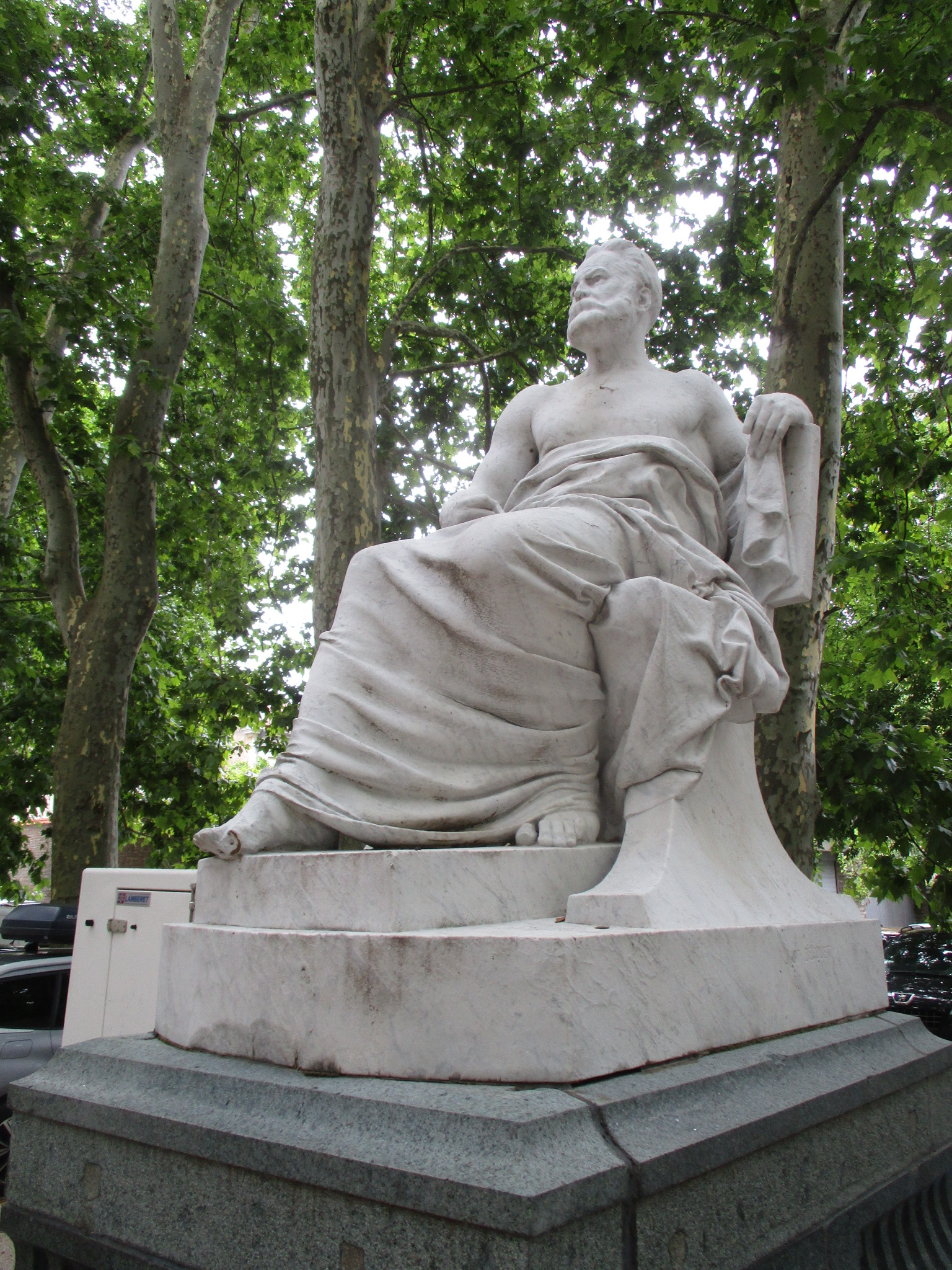
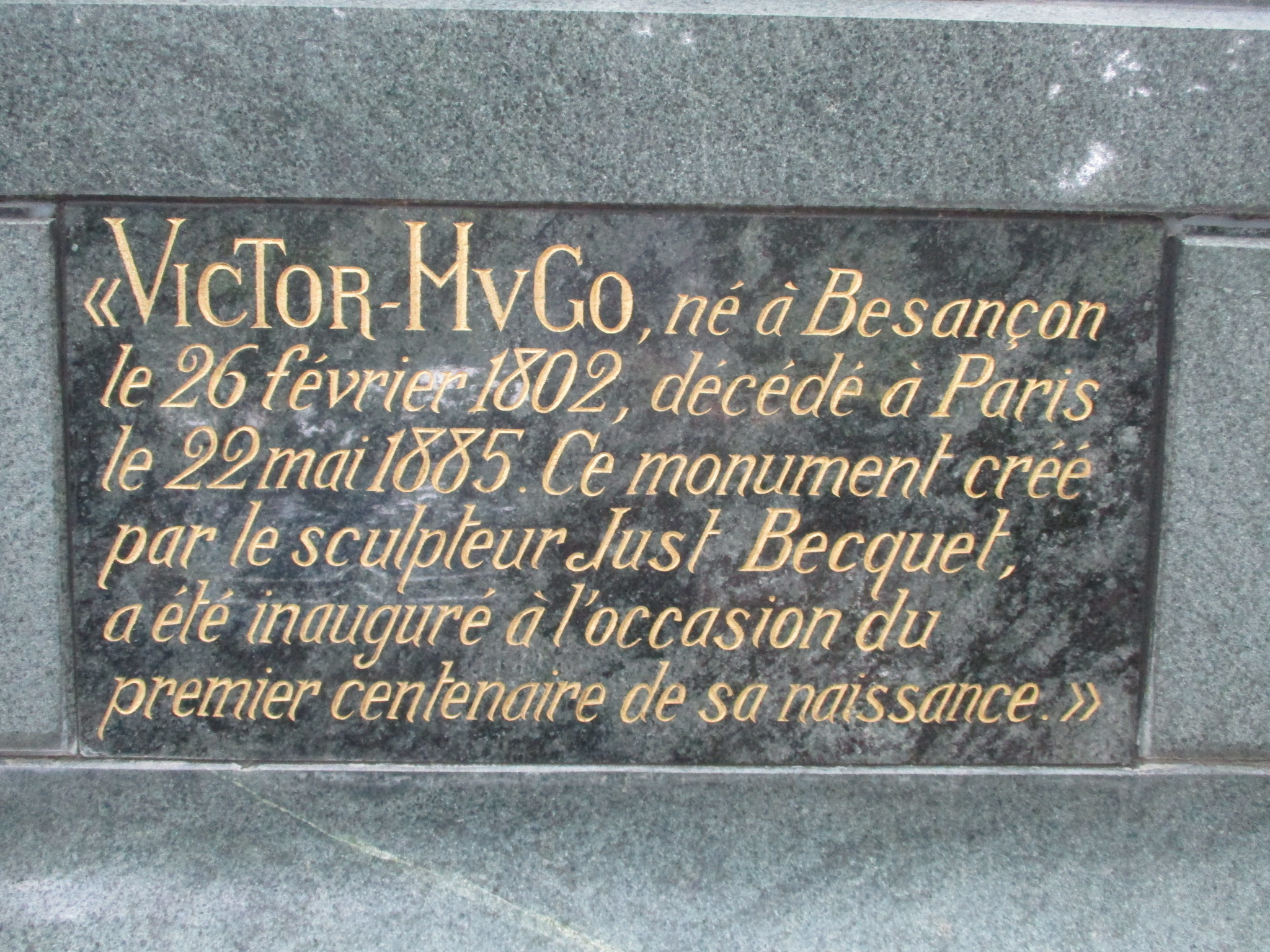
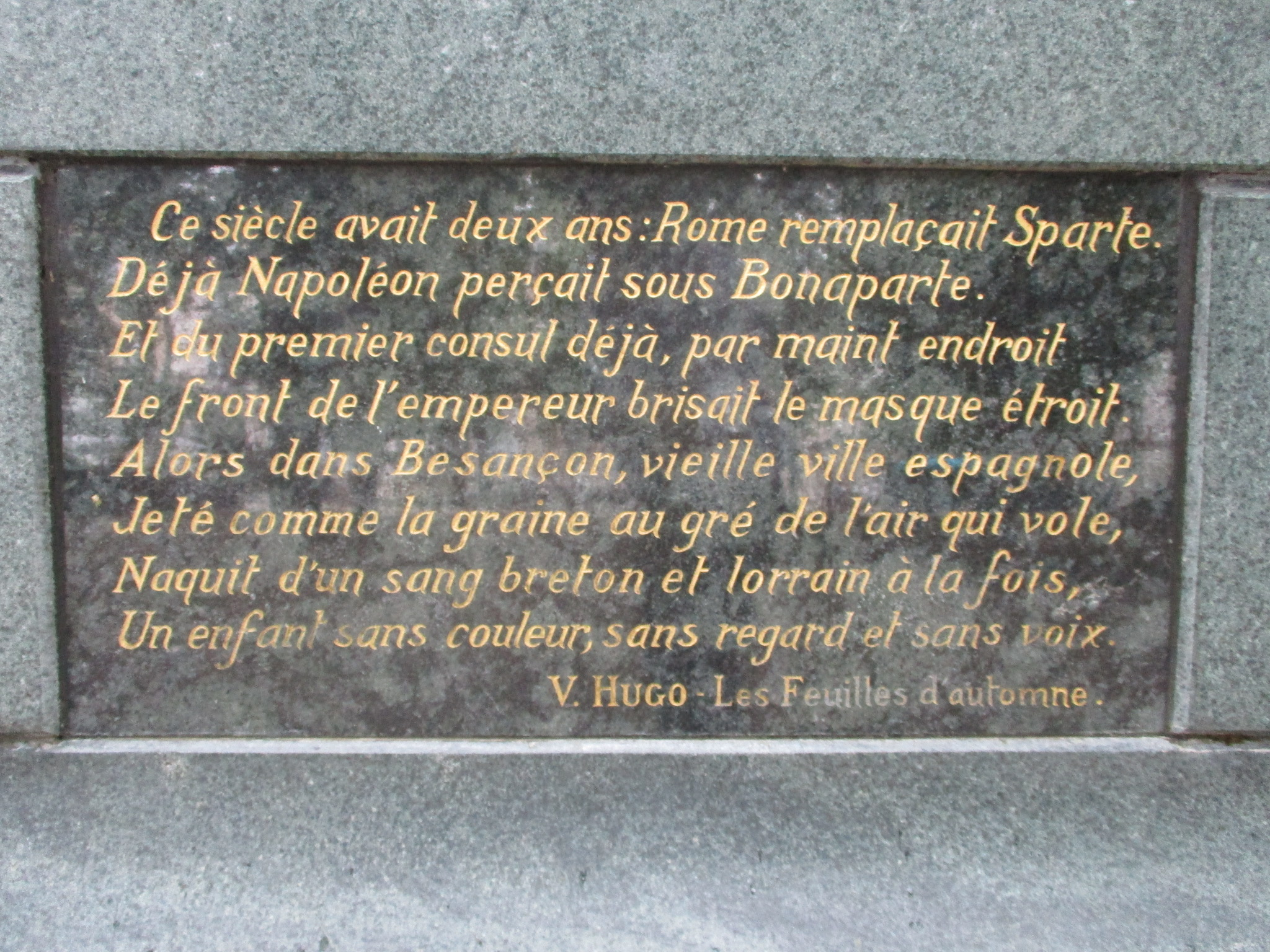
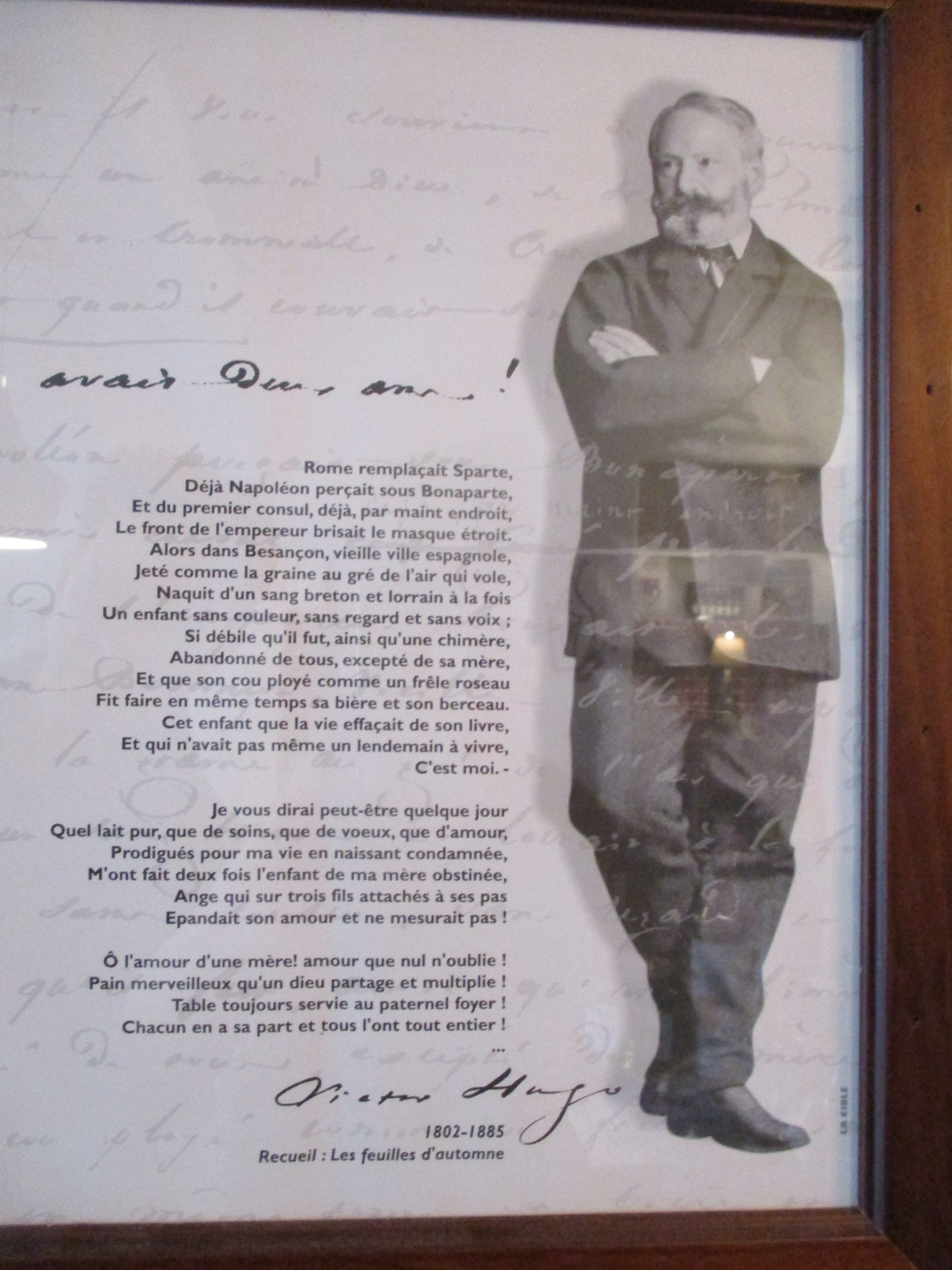

Un premier modèle à demi-grandeur en plâtre est commandé par la municipalité de Besançon. La statue est exposée au Salon des artistes français de Paris de 1902, puis placée et inaugurée cette même année sur la place Granvelle, dans le centre historique de Besançon, à titre de lieux de mémoire littéraires, pour le centenaire de sa naissance en 1802 dans sa maison natale de Victor Hugo de la place Victor-Hugo voisine,. 

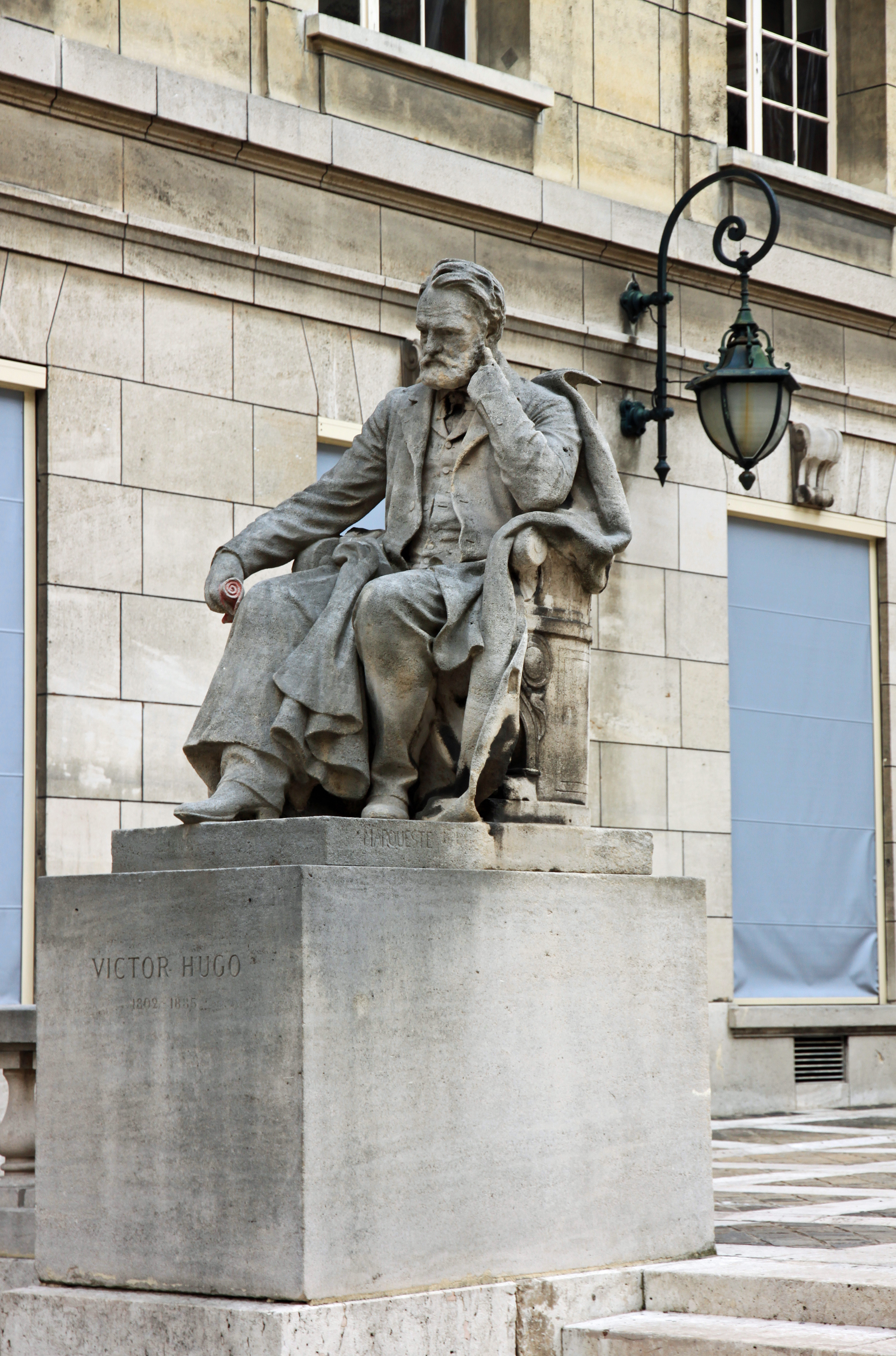
Par Laurent Marqueste (Sorbonne de Paris).
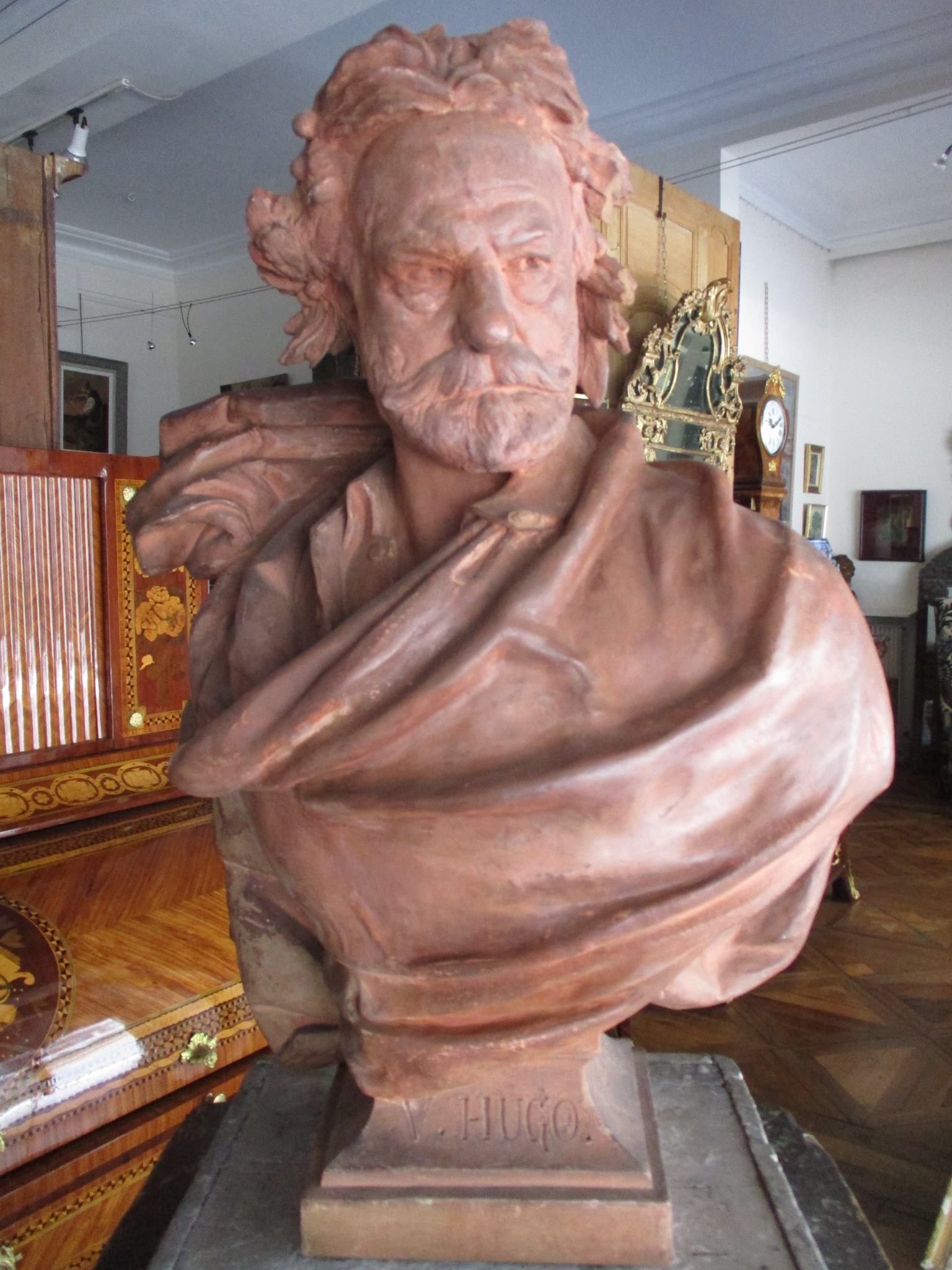
Buste par Gustave Deloye.
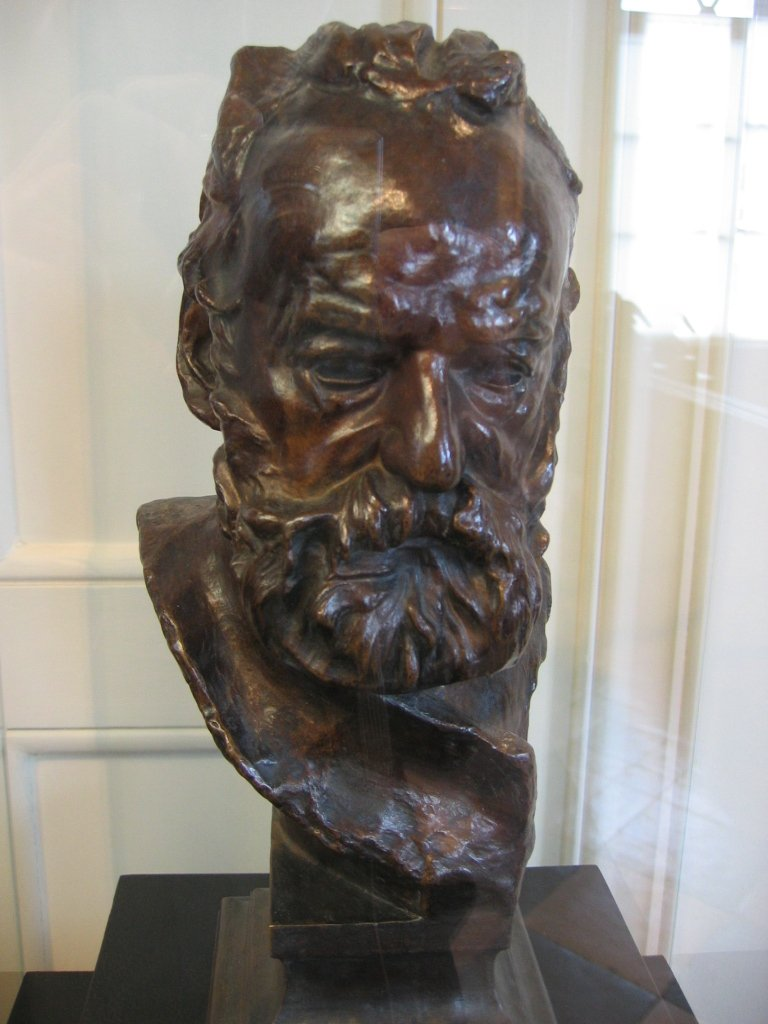
Buste par Auguste Rodin.
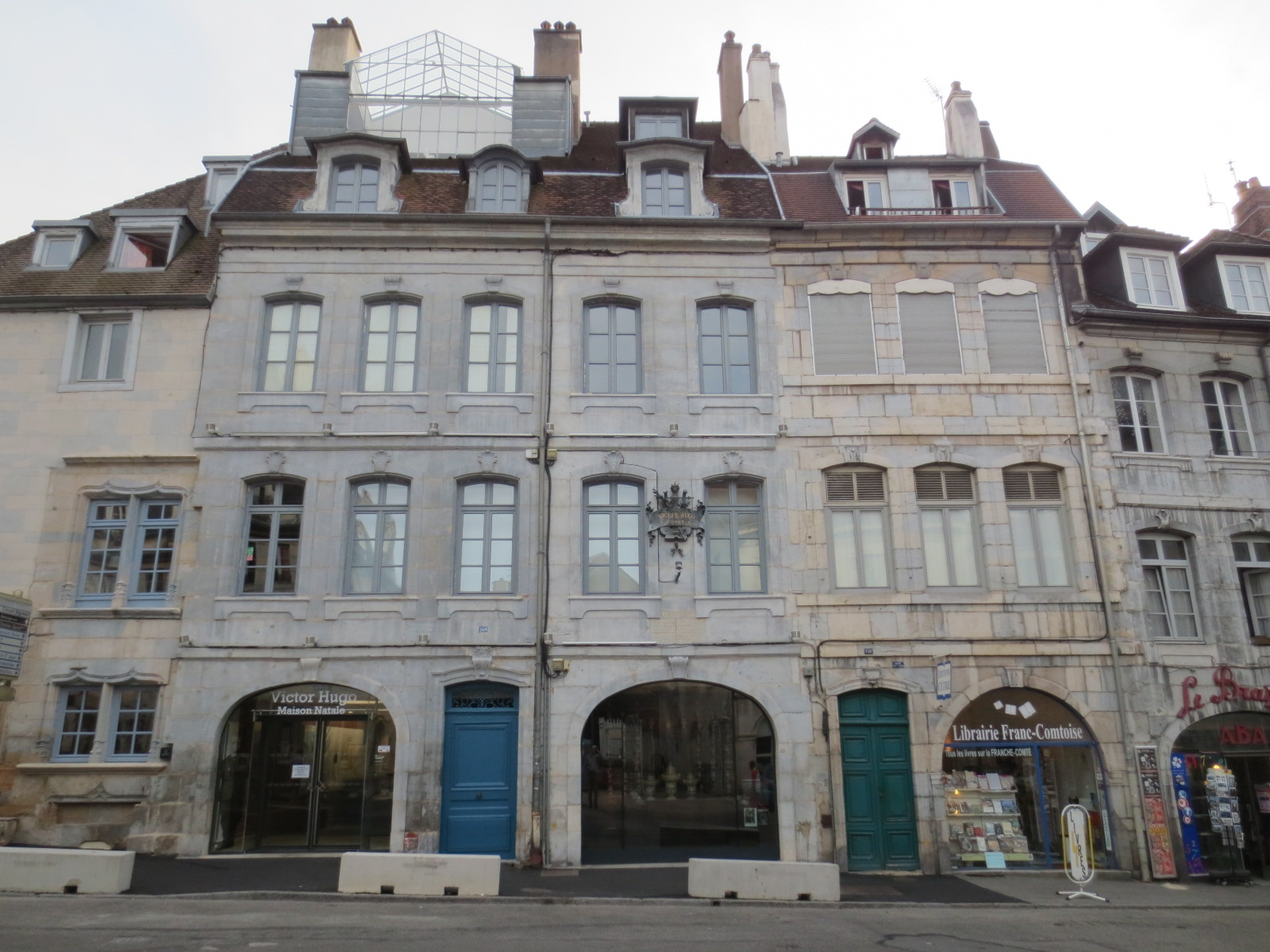
Maison natale de Victor Hugo, place Victor-Hugo de Besançon.

Cette œuvre est inspirée ou inspire entre autres celles des sculpteurs Auguste Rodin, Gustave Deloye, ou Laurent Marqueste (de la cour d'honneur de la Sorbonne de Paris). Les premiers vers du premier poème de son recueil de poèmes Les Feuilles d'automne de 1831, dédiés à sa naissance à Besançon, sont inscrits sur la face avant du piédestal « Ce siècle avait deux ans : Rome remplaçait Sparte, déjà Napoléon perçait sous Bonaparte, et du premier consul déjà par maint endroit, le front de l’empereur brisait le masque étroit, alors dans Besançon, vieille ville espagnole, jeté comme la graine au gré de l’air qui vole, naquit d’un sang breton et lorrain à la fois, un enfant sans couleur, sans regard et sans voix... ». Quelques titres de ses œuvres principales sont inscrites sur les parties latérales, dont Notre-Dame de Paris, Les Misérables, Les Feuilles d'automne, Les Contemplations, La Légende des siècles, Les Quatre Vents de l'esprit, L'Art d'être grand-père, Quatrevingt-treize... 